# بایگانی سیاره

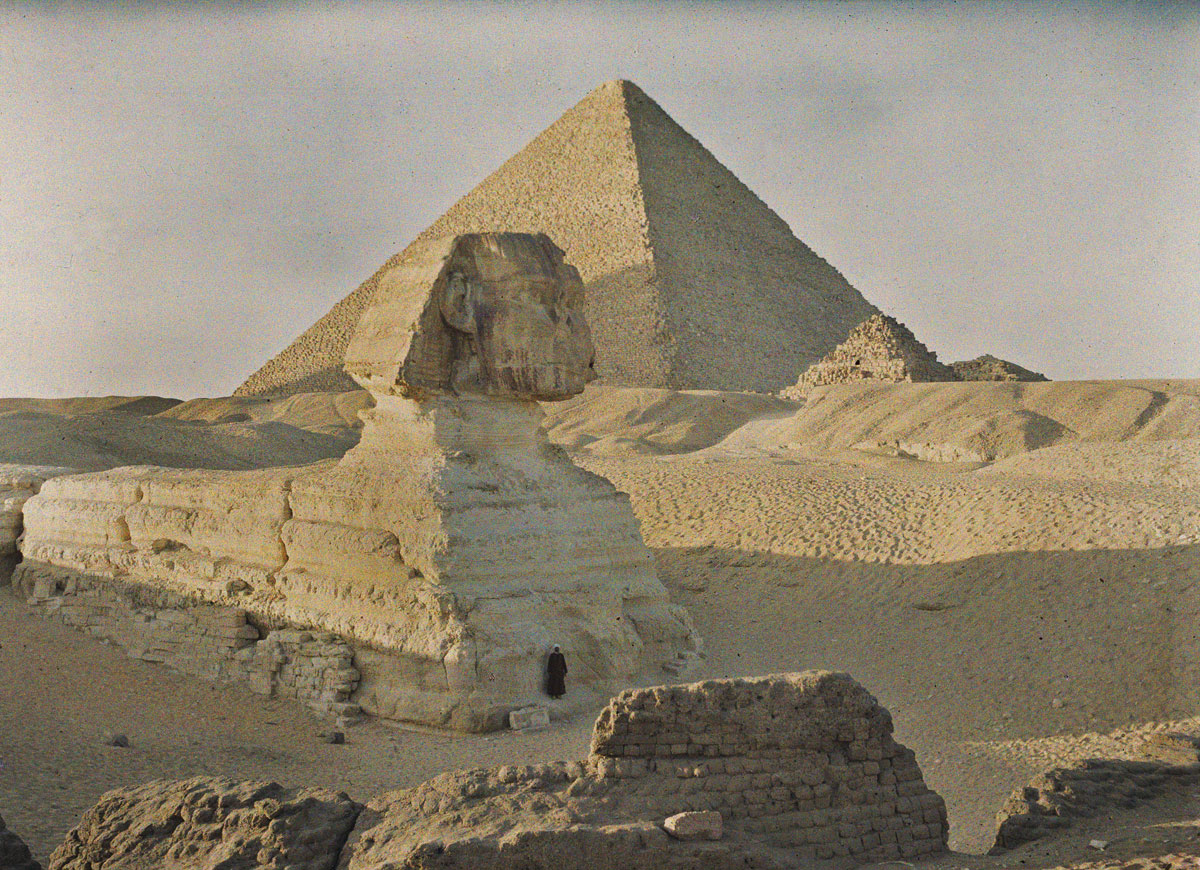
هرم بزرگ جیزه و ابوالهول بزرگ جیزه, ۱۹۱۴

بایگانی سیاره (انگلیسی: The Archives of the Planet، فرانسوی: Les archives de la planète‎) یا آرشیو سیاره پروژه‌ای بود که از سال ۱۹۰۸ تا ۱۹۳۱ برای عکاسی از فرهنگ‌های سراسر جهان انجام شد. این پروژه توسط بانکدار فرانسوی آلبر کان حمایت مالی می‌شد و منجر به ۱۸۳۰۰۰ متر فیلم و ۷۲۰۰۰ عکس رنگی از ۵۰ کشور شد. این پروژه که با سفری به دور دنیا توسط کان به همراه راننده‌اش آغاز شد، گسترش یافت و شامل سفرهایی به برزیل، مناطق روستایی اسکاندیناوی، بالکان، آمریکای شمالی، خاورمیانه، آسیا و غرب آفریقا و سایر مقاصد شد و وقایع تاریخی مانند پیامدهای جنگ دوم بالکان، جنگ جهانی اول در فرانسه و جنگ استقلال ترکیه را مستند کرد. این پروژه از باورهای بین‌الملل‌گرایانه و صلح‌طلبانه کان الهام گرفته شده بود. این پروژه در سال ۱۹۳۱ پس از آنکه کان بیشتر ثروت خود را در سقوط بازار سهام ۱۹۲۹ از دست داد، متوقف شد. از سال ۱۹۹۰، این مجموعه توسط موزه آلبر-کان اداره می‌شود و بیشتر تصاویر آن به صورت آنلاین در دسترس هستند.

## تاریخچه

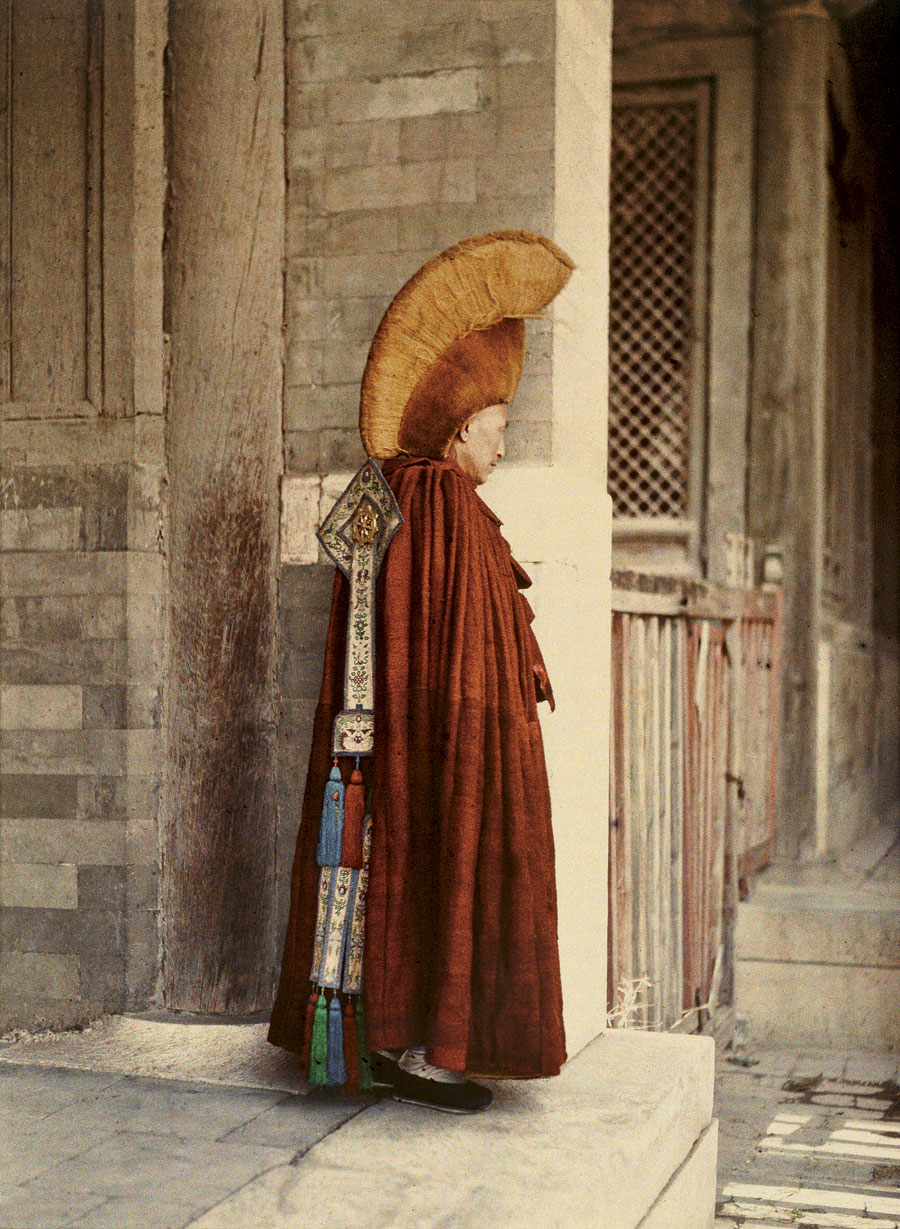
بودایی لاما (پکن، چین، ۱۹۱۳)

در نوامبر ۱۹۰۸، آلبر کان، یک بانکدار فرانسوی از یک خانواده یهودی که با سفته‌بازی در بازارهای نوظهور ثروتی به دست آورده بود، به همراه راننده‌اش، آلفرد دوترتر، راهی یک سفر دور دنیا شد. دوترتر با استفاده از تکنیکی به نام برجسته‌نمایی از مکان‌هایی که بازدید می‌کردند عکس می‌گرفت، که در بین مسافران محبوب بود زیرا صفحه عکاسی آن کوچک بود و به سرعت شاتر کوتاهی نیاز داشت. او همچنین یک دوربین فیلمبرداری پته و چند صد صفحه رنگی داشت. آنها ابتدا در نیویورک توقف کردند و سپس به آبشار نیاگارا و شیکاگو رفتند. پس از اقامتی کوتاه در اوماها (نبراسکا)، دوترتر و کان به کالیفرنیا رفتند، جایی که دوترتر تصاویری از ویرانه‌های زمین‌لرزه ۱۹۰۶ سان فرانسیسکو را ثبت کرد. در ۱ دسامبر، این دو سوار بر یک کشتی بخار به یوکوهاما در ژاپن رفتند. در مسیر، آنها نوزده ساعت را در توقفی در هونولولو گذراندند. آنها در ۱۲ دسامبر از خط روزگردان عبور کردند و شش روز بعد به یوکوهاما رسیدند. پس از ژاپن، سفر آنها در آسیا آنها را از طریق چین، سنگاپور و سری‌لانکا طی کرد.
کان وقتی به فرانسه بازگشت، دو عکاس حرفه‌ای به نام‌های استفان پاسه و آگوست لئون را استخدام کرد که احتمالاً دومی در سال ۱۹۰۹ در سفری به آمریکای جنوبی با کان همراه بوده است که در آن از ریو دو ژانیرو و پتروپولیس به صورت رنگی عکس‌برداری شد. از دیگر سفرهای اکتشافی اولیه می‌توان به بازدید لئون از مناطق روستایی نروژ و سوئد در سال ۱۹۱۰ اشاره کرد.
«آرشیو سیاره» رسماً در سال ۱۹۱۲ آغاز شد، زمانی که کان، جغرافیدان ژان برونه را در ازای دریافت یک کرسی در کالج فرانسه که توسط کان اعطا شده بود، برای مدیریت این پروژه منصوب کرد. استریوگرافی با فرآیند اتوکروم جایگزین شد که منجر به عکس‌های رنگی می‌شد اما به زمان نوردهی طولانی نیاز داشت و فیلمها اضافه شدند. کان این پروژه را به عنوان "فهرستی از سطح کره زمین که توسط انسان ساکن و توسعه یافته است، همانطور که در آغاز قرن بیستم خود را نشان می‌دهد" تصور می‌کرد، و امیدوار بود که این پروژه آرمان‌های بین‌الملل‌گرایانه و صلح‌طلبانه او را پیش ببرد و همچنین فرهنگ‌های در حال ناپدید شدن را مستند کند. فیلسوف هنری برگسون، دوست نزدیک کان، تأثیر زیادی بر پروژ] داشت.
در سال ۱۹۱۲، پاسه به چین (اولین مأموریت رسمی پروژه) و مراکش اعزام شد، در حالی که برونه به همراه لئون به بوسنی-هرزگوین و سپس در سال ۱۹۱۳ به مقدونیه رفت. این سفر اکتشافی با جنگ دوم بالکان قطع شد. هنگامی که جنگ پایان یافت، پاسه برای مستندسازی پیامدهای آن به این منطقه سفر کرد.
لئون، عکاس باسابقه این پروژه، در سال ۱۹۱۳ دو سفر به بریتانیای کبیر داشت و از لندن مکان‌های دیدنی مانند کاخ باکینگهام و کلیسای جامع سنت پل و همچنین صحنه‌هایی در مناطق روستایی کورن‌وال عکاسی کرد. در همان سال، مارگریت مسپوله، تنها زنی که به عنوان عکاس برای آرشیو خدمت می‌کرد، به غرب ایرلند سفر کرد. پس از بریتانیا، لئون به همراه برونه به ایتالیا رفت. در همان سال، پاسه به آسیا بازگشت. او ابتدا به مغولستان و سپس به هند رفت، جایی که در ژانویه ۱۹۱۴ مقامات بریتانیایی به او اجازه عبور از تنگه خیبر به افغانستان را ندادند، جایی که او می‌خواست از مردم آفریدی عکس بگیرد. بعداً در همان سال، افسر ارتش و عکاس داوطلب، لئون بوسی، به هندوچین فرانسه رسید، جایی که تا سال ۱۹۱۷ در آنجا ماند.
شروع جنگ جهانی اول باعث تغییر در تمرکز پروژه شد؛ کان، یک میهن‌پرست فرانسوی با وجود گرایش‌های بین‌المللی‌اش، عکاسان خود را برای ثبت تأثیرات جنگ بر فرانسه فرستاد و اجازه داد که از عکس‌ها به عنوان پروپاگاندا استفاده شود،{ اگرچه بیشتر عکاسان از خط مقدم دور نگه داشته شدند. کان در سال ۱۹۱۷ با ارتش برای دو نفر از عکاسان آنها برای کمک به ثبت تصاویر برای آرشیو خود مذاکره کرد. عکس‌های جنگ در نهایت ۲۰٪ از مجموعه را تشکیل می‌دهند. 
در دهه ۱۹۲۰، عکاسان به لبنان، فلسطین و ترکیه در خاورمیانه فرستاده شدند، جایی که آنها اشغال لبنان توسط فرانسه و جنگ استقلال ترکیه را مستند کردند. فردریک گادمر در سال ۱۹۲۳ به جمهوری وایمار فرستاده شد؛ از جمله صحنه‌هایی که او عکاسی کرد، پیامدهای شورش جدایی‌طلب شکست‌خورده در کرفلد بود. آخرین سفر به هند در سال ۱۹۲۷ انجام شد، جایی که عکاس راجر دوما از جشن طلایی جاگاتجیت سینگ، حاکم ایالت کاپورتالا، عکس گرفت. دسامبر قبل، دوما برای مراسم تشییع جنازه امپراتور تایشو در ژاپن بود.
عکاسان کان چندین بار در دهه ۱۹۲۰ به قاره آمریکا بازگشتند. لوسین لو سنت در سال ۱۹۲۳ فیلم‌هایی از ماهیگیران فرانسوی در اقیانوس اطلس ساخت و برونه و گادمر در سال ۱۹۲۶ به مدت سه ماه در سراسر کانادا سفر کردند و از مونرئال، وینیپگ، کلگری، ادمونتون و ونکوور و سایر مکان‌ها بازدید کردند. در سال ۱۹۳۰، گادمر اولین و تنها سفر اکتشافی بزرگ این پروژه را به آفریقای جنوب صحرا، به مستعمره فرانسوی داهومی (بنین امروزی) انجام داد.
تا زمانی که این پروژه در سال ۱۹۳۱ متوقف شد، پس از سقوط بازار سهام در سال ۱۹۲۹ که کان را ورشکست کرد، فیلمبرداران کان از ۵۰ کشور بازدید کرده و ۱۸۳۰۰۰ متر فیلم، ۷۲۰۰۰ عکس رنگی اتوکروم، ۴۰۰۰ برجسته‌نمایی و ۴۰۰۰ عکس سیاه و سفید جمع‌آوری کرده بودند.

## محتوا

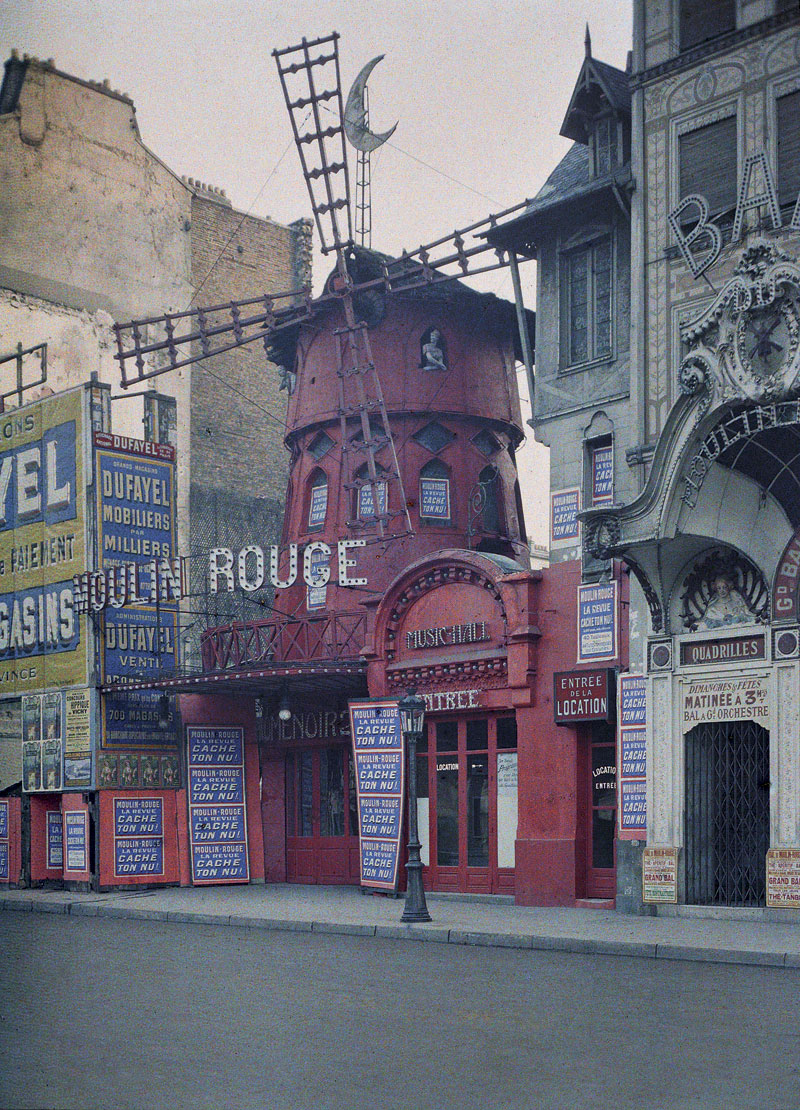
لو مولن روژ (پاریس، ۱۹۱۴)

دیوید اوکوئفونا این آرشیو را به عنوان «تلاشی بلندپروازانه و ماندگار برای تولید یک رکورد عکاسی از زندگی انسان بر روی زمین» توصیف می‌کند، و محتوای آرشیو از نظر موضوعی بسیار متنوع است. در سفرهای اولیه به اروپا، برونه به عکاسان دستور داد تا جغرافیا، معماری و فرهنگ محلی مکان‌هایی را که بازدید می‌کنند، ثبت کنند، اما به آنها آزادی عکاسی از چیزهای دیگری را که توجهشان را جلب می‌کرد، نیز داد. تصاویر موجود در آرشیو شامل بناهای تاریخی مانند ایفل، هرم بزرگ جیزه، انگکور وات و تاج محل و همچنین پرتره‌های متعددی از طبقه کارگر مردم در اروپا و اعضای جوامع سنتی در آسیا و آفریقا. در بسیاری از موارد، اپراتورهای کان برخی از اولین عکس‌های رنگی از مقاصدشان را ثبت کرده‌اند. با توجه به زمان نوردهی طولانی مورد نیاز برای فرآیند اتوکروم، عکاسان تا حد زیادی محدود به عکاسی از سوژه‌های ثابت یا ژست‌گرفته بودند.
حدود یک پنجم عکس‌های موجود در آرشیو مربوط به جنگ جهانی اول بودند. این عکس‌ها شامل تصاویری از جبهه خانگی، فناوری نظامی مانند توپخانه و کشتی، پرتره‌هایی از سربازان (از جمله برخی از امپراتوری استعماری فرانسه) و ساختمان‌های آسیب‌دیده از گلوله‌باران بودند. فقط تعداد انگشت‌شماری از تصاویر به صراحت اجساد سربازان کشته‌شده را به تصویر می‌کشند.
برخی از محتوای آرشیو بحث‌برانگیز بود، به‌ویژه فیلمی که توسط لئون بیزی از یک دختر نوجوان ویتنامی در حال درآوردن لباس گرفته شده بود. بیزی به دختر دستور داده بود که مراسم لباس پوشیدن روزانه خود را انجام دهد؛ او فیلم را خارج از فوکوس فیلمبرداری کرد تا برهنگی او را پنهان کند. فیلم‌های دیگری که در کازابلانکا در سال ۱۹۲۶ فیلمبرداری شده بودند، تن‌فروشی فاحشه‌ها را در حال برهنه کردن سینه‌هایشان نشان می‌دادند.
این آرشیو همچنین شامل هزاران عکس پرتره است که عمدتاً در ملک کان در بولونی-بیانکور گرفته شده‌اند. موضوعات شامل دولتمردانی مانند نخست وزیر بریتانیا رمزی مک‌دونالد و نخست وزیر فرانسه لئون بورژوآ، فیزیکدان بریتانیایی جوزف جان تامسون، نویسندگان فرانسوی کولت و آناتول فرانس، شاعر بنگالی رابیندرانات تاگور و خلبان آمریکایی ویلبر رایت و بسیاری دیگر می‌شود.
این مجموعه از سال ۱۹۹۰ توسط موزه آلبر-کان اداره می‌شود که بیشتر تصاویر را به صورت آنلاین در دسترس عموم قرار داده است.

## عکاسان
- لئون بیزی (۱۸۷۴–۱۹۵۰) یک افسر ارتش فرانسه بود که به دلیل کسب جایزه اول در مسابقه عکاسی انجمن عکاسی فرانسه داوطلب شد تا برای آرشیو فعالیت کند.
- پل کاستلنو (۱۸۸۰–۱۹۴۴) و فرنان کوویل (۱۸۸۷–۱۹۲۷) سربازان فرانسوی بودند که در طول جنگ جهانی اول به عنوان عکاس خدمت کردند.[۱] کاستلنو بعدها عضو انجمن جغرافیای فرانسه شد.
- روژه دوما (۱۸۹۱–۱۹۷۲) عکس و فیلم می‌گرفت. در ژاپن و هند در سال‌های ۱۹۲۶ و ۱۹۲۷.
- آلفرد دوترتر راننده کان بود که در اولین سفر دور دنیایش در سال ۱۹۰۸ او را همراهی کرد و اولین عکس‌های آرشیو را گرفت.
- فردریک گادمر (۱۸۷۸–۱۹۵۴) در سال ۱۹۲۳ به آلمان و در سال ۱۹۲۶ به کانادا فرستاده شد که در نهایت به یکی از باتجربه‌ترین عکاسان آرشیو تبدیل شد.
- «لوسین لو سنت» (۱۸۸۱–۱۹۳۱) یک فیلمبردار بود که فیلم‌های تصویر متحرک را برای این پروژه فیلمبرداری کرد.
- آگوست لئون (۱۸۵۷–۱۹۴۲) طولانی‌ترین عکاس در این پروژه بود. او اهل بوردو بود و پیش از این به عنوان عکاس کارت پستال کار می‌کرد. او همچنین بر کار در آزمایشگاه فتوسینماتوگرافی این پروژه نظارت داشت.
- مارگریت مسپوله (۱۸۸۰–۱۹۶۵) یک عکاس دانشگاهی و آماتور بود که تنها زنی که برای آرشیو عکس گرفت.
- استفان پاسه (۱۸۷۵ – ح. 1943 یکی از اولین عکاسانی بود که توسط کان استخدام شد، و به بالکان سفر کرد.
- کامی سوآگو یک اپراتور فیلم بود که بین سال‌های ۱۹۱۹ تا ۱۹۳۲ خدمت می‌کرد. او بعداً در فیلم ۱۹۴۹ روز جشن کار کرد.

## نگارخانه

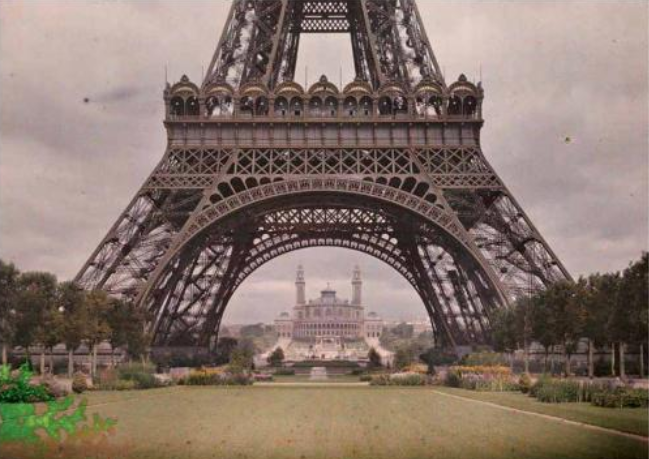
برج ایفل و تروکادرو (پاریس, ۱۹۱۲)
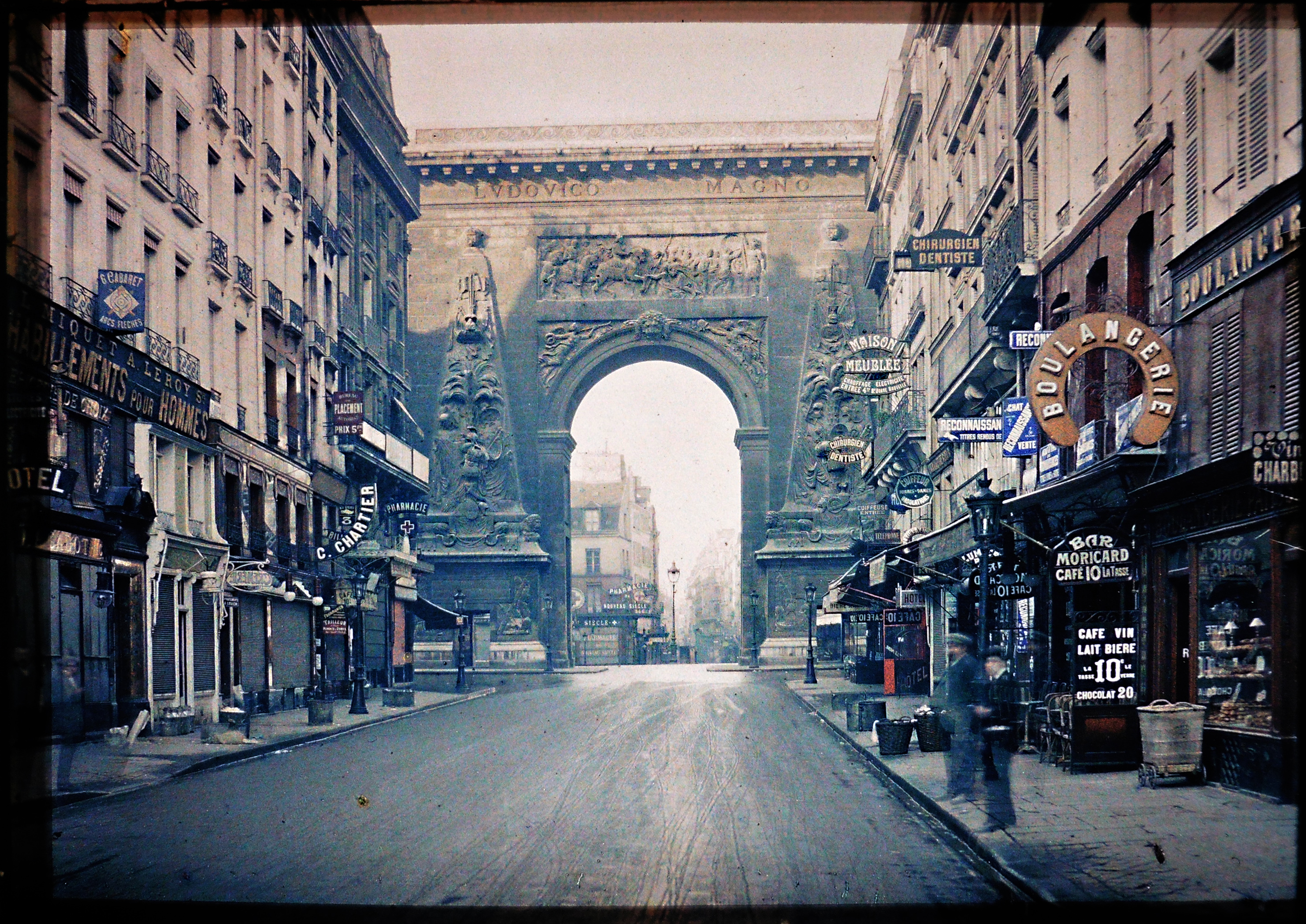
دروازه سن دونی (پاریس، ۱۹۱۴)
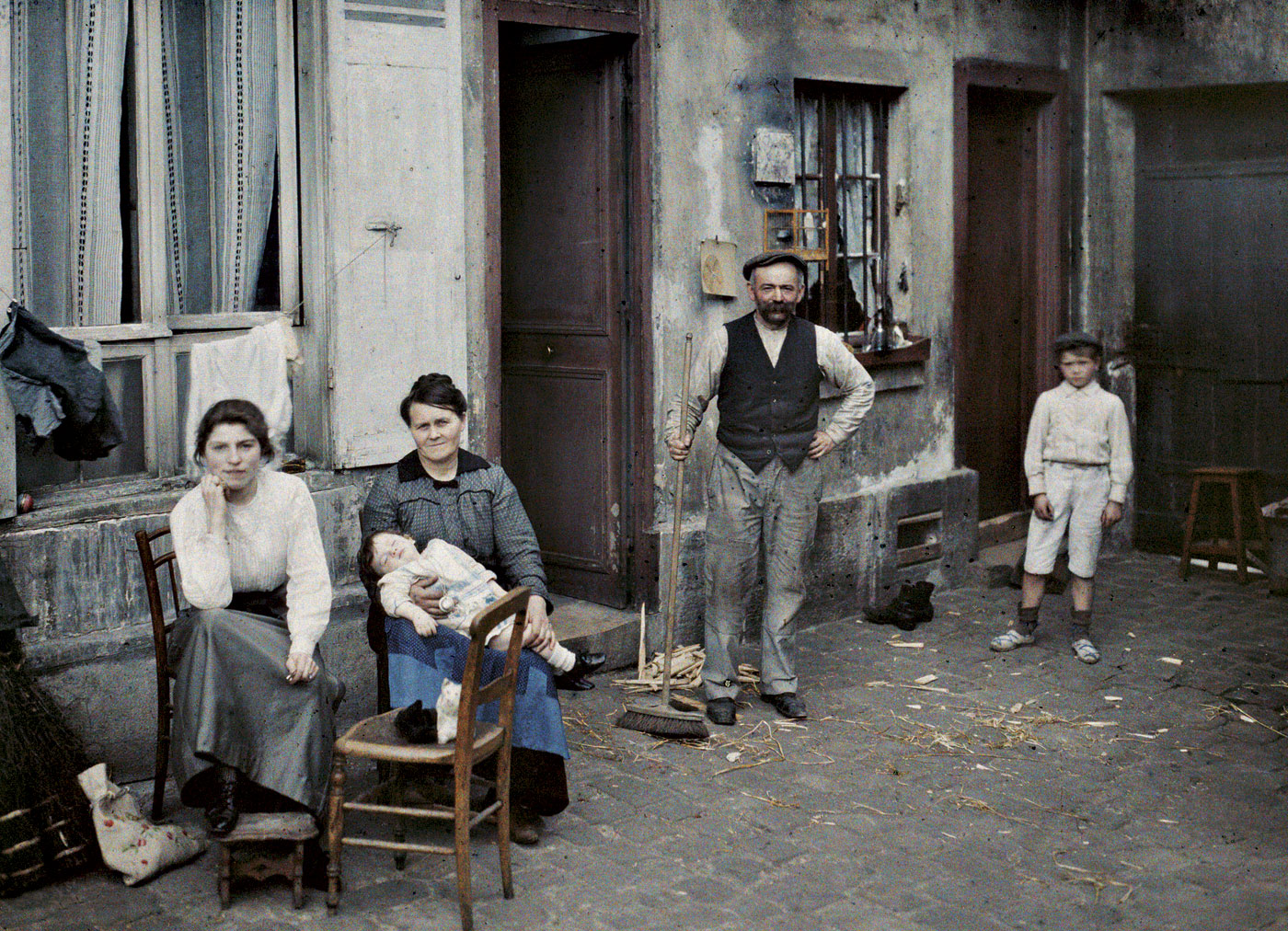
یک خانواده (پاریس، ۱۹۱۴)
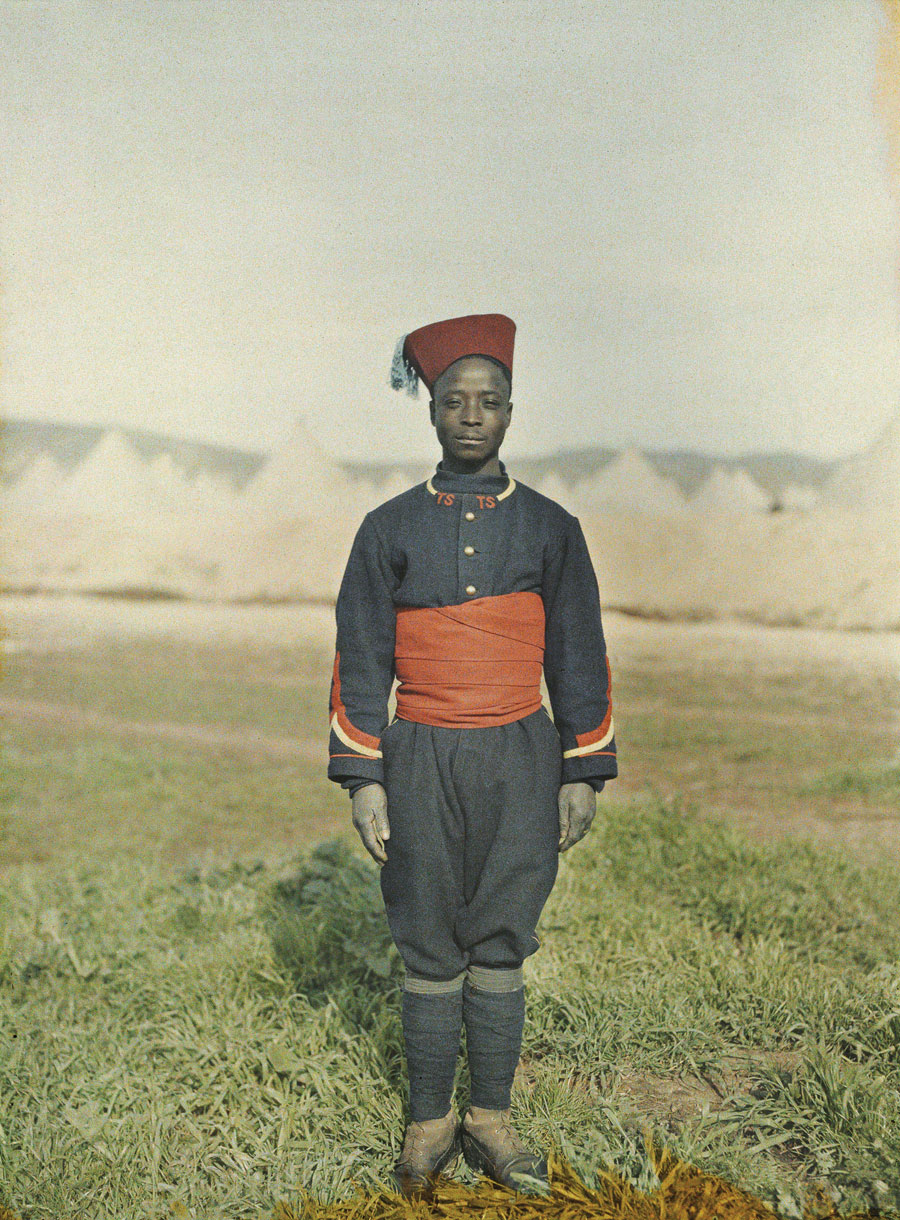
تک‌تیرانداز سنگالی (فز، مراکش، ۱۹۱۳)
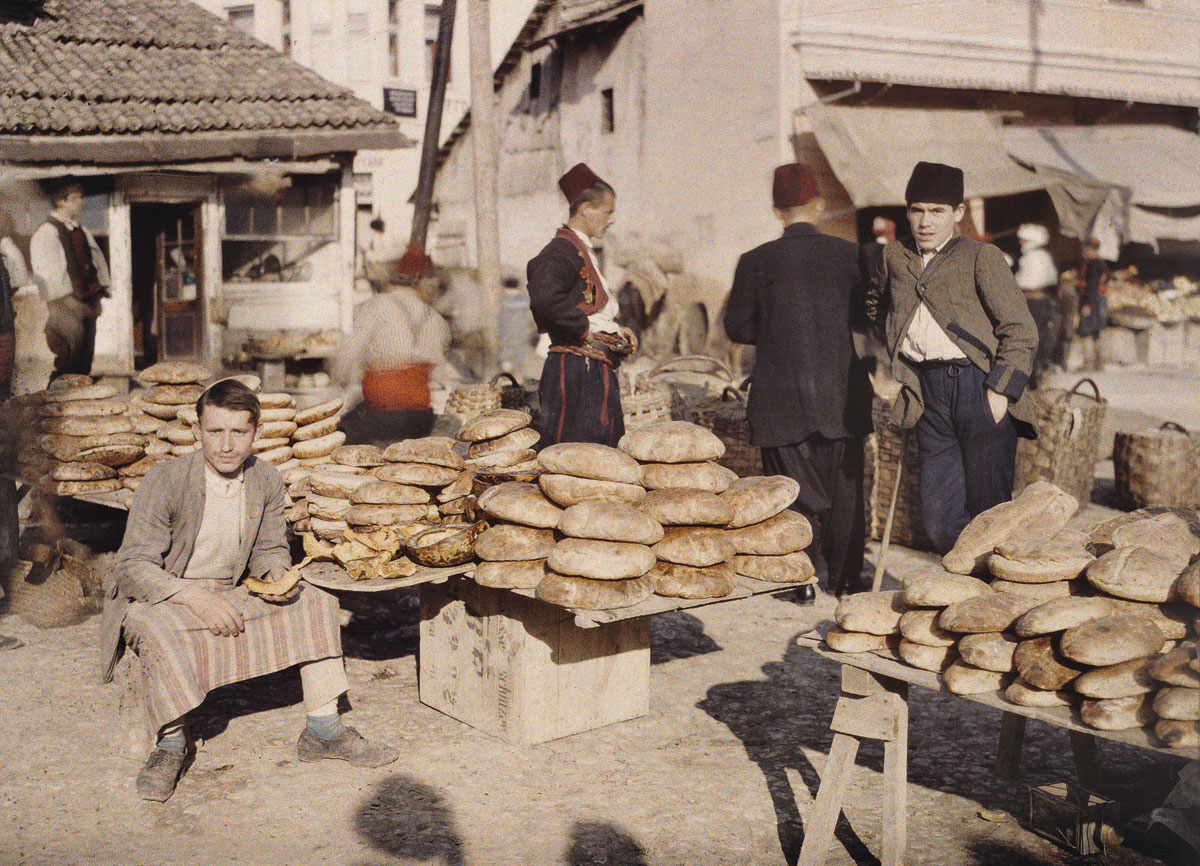
صحنه بازار (سارایوو، بوسنی و هرزگوین، ۱۹۱۲)
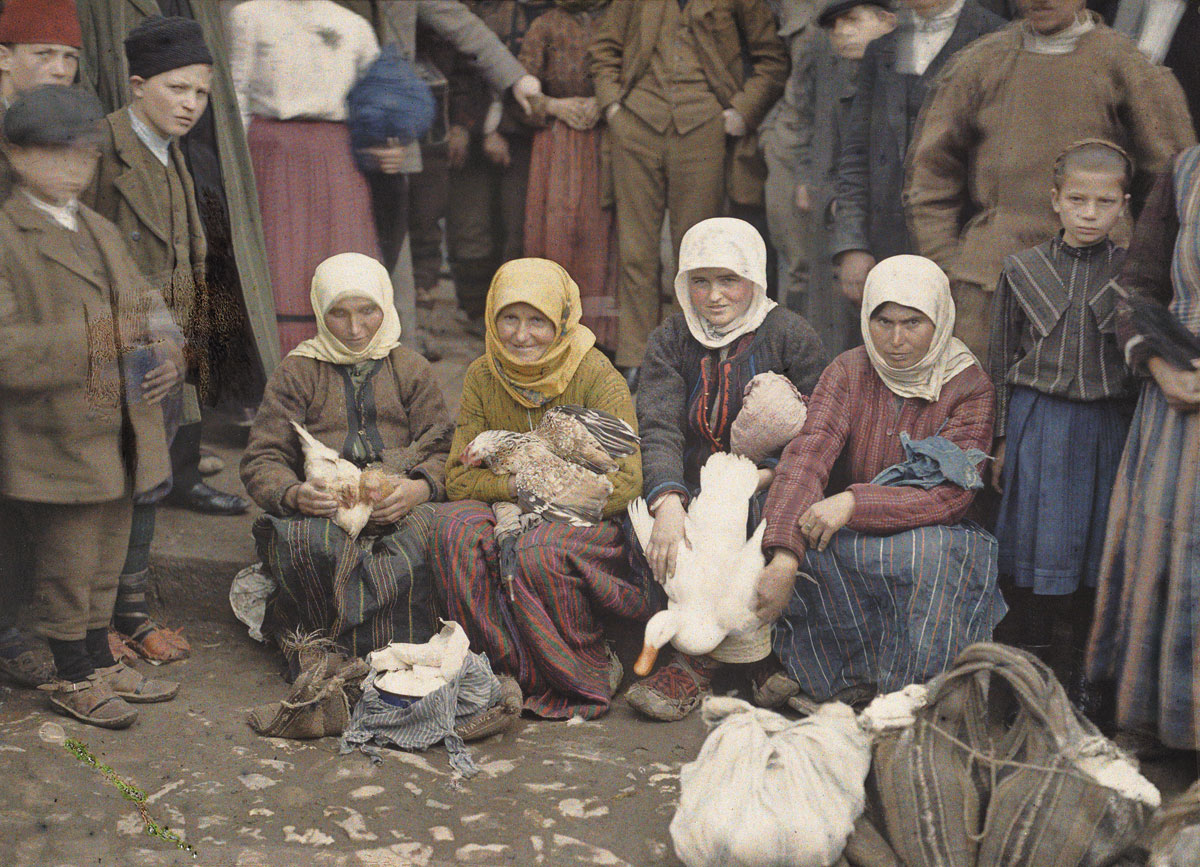
صحنه بازار (Krusevac، صربستان، ۱۹۱۳)
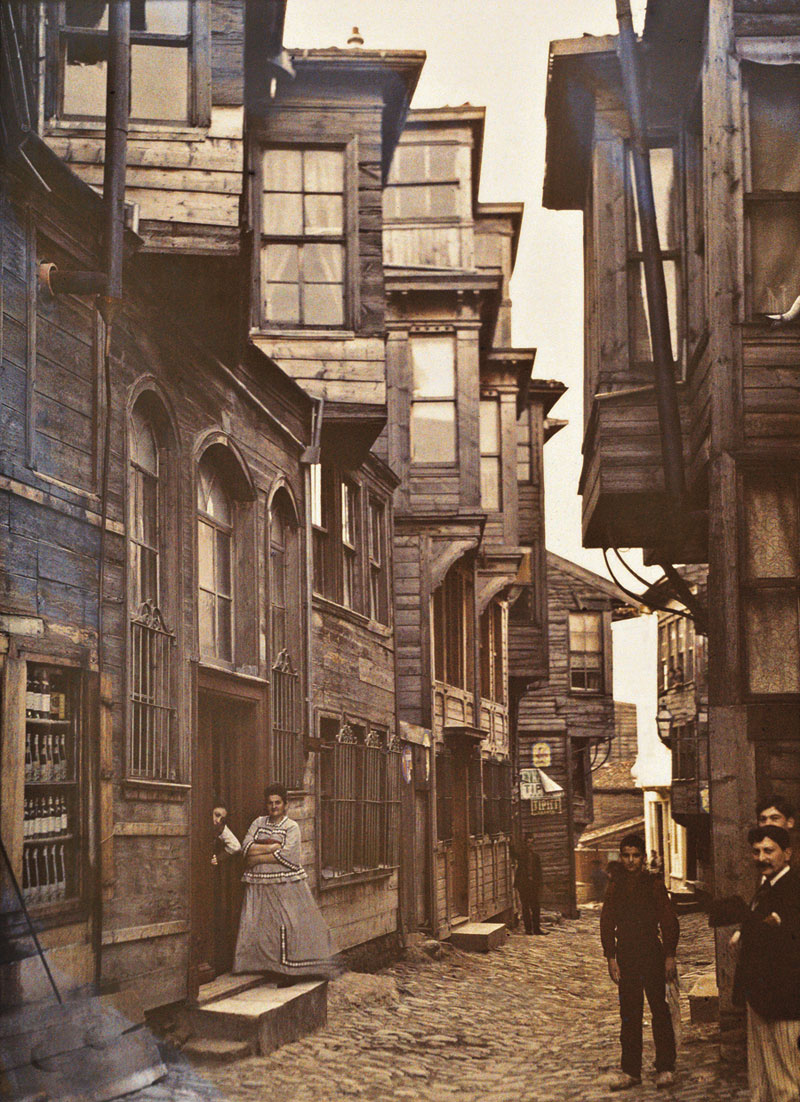
خانه های چوبی در بی اوغلو (استانبول، ترکیه، 1912)
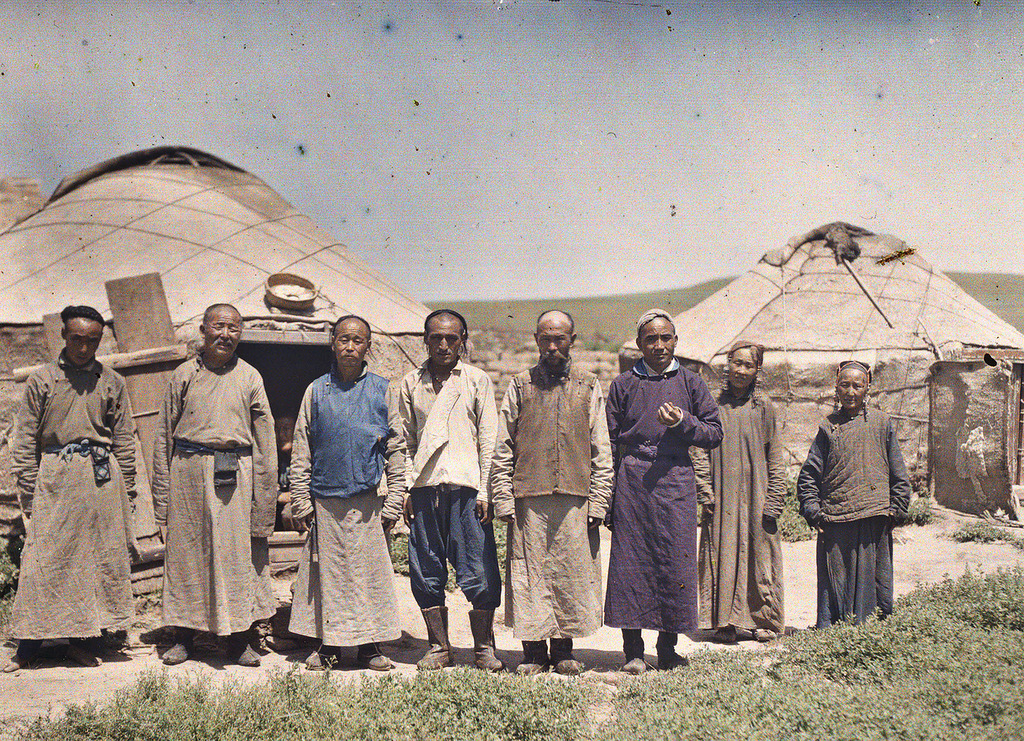
مغولستان داخلی، ۱۹۱۲
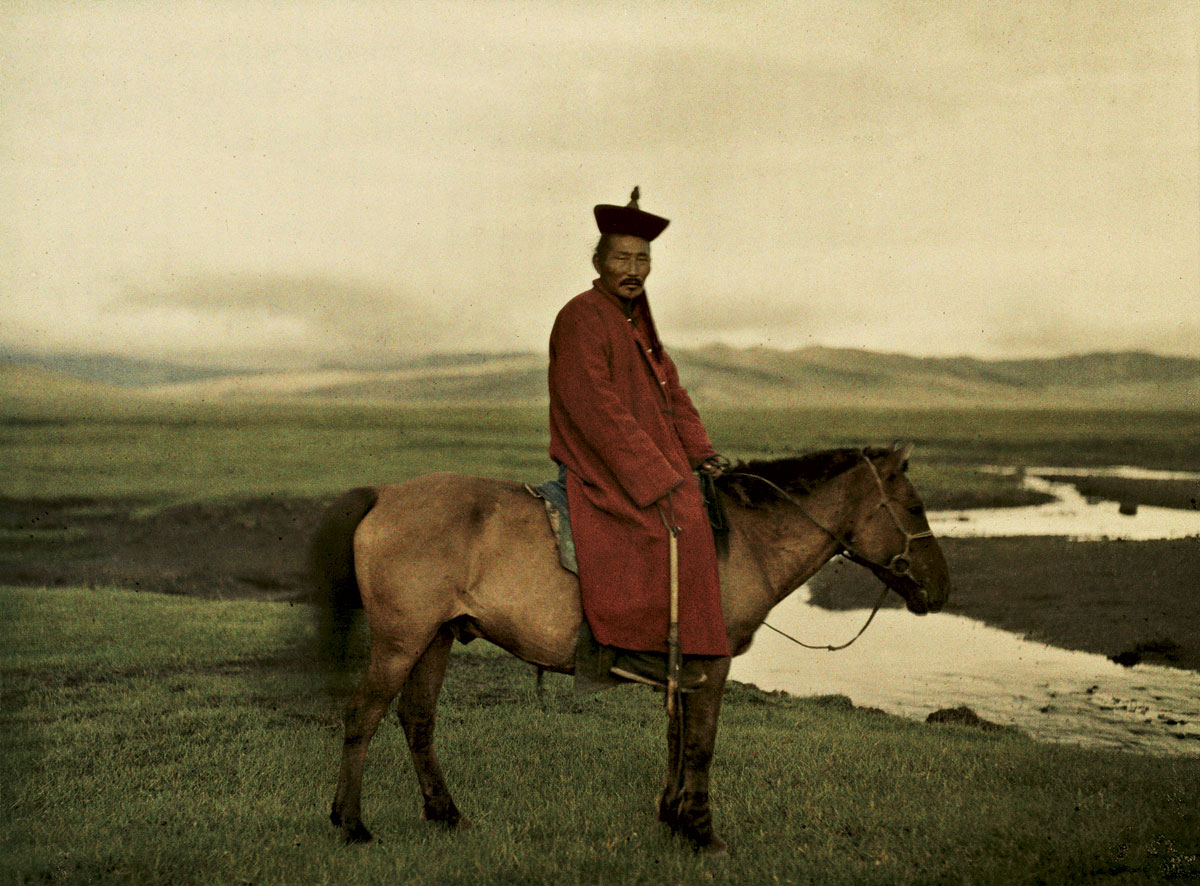
لاما بودایی (مغولستان، ۱۹۱۳)
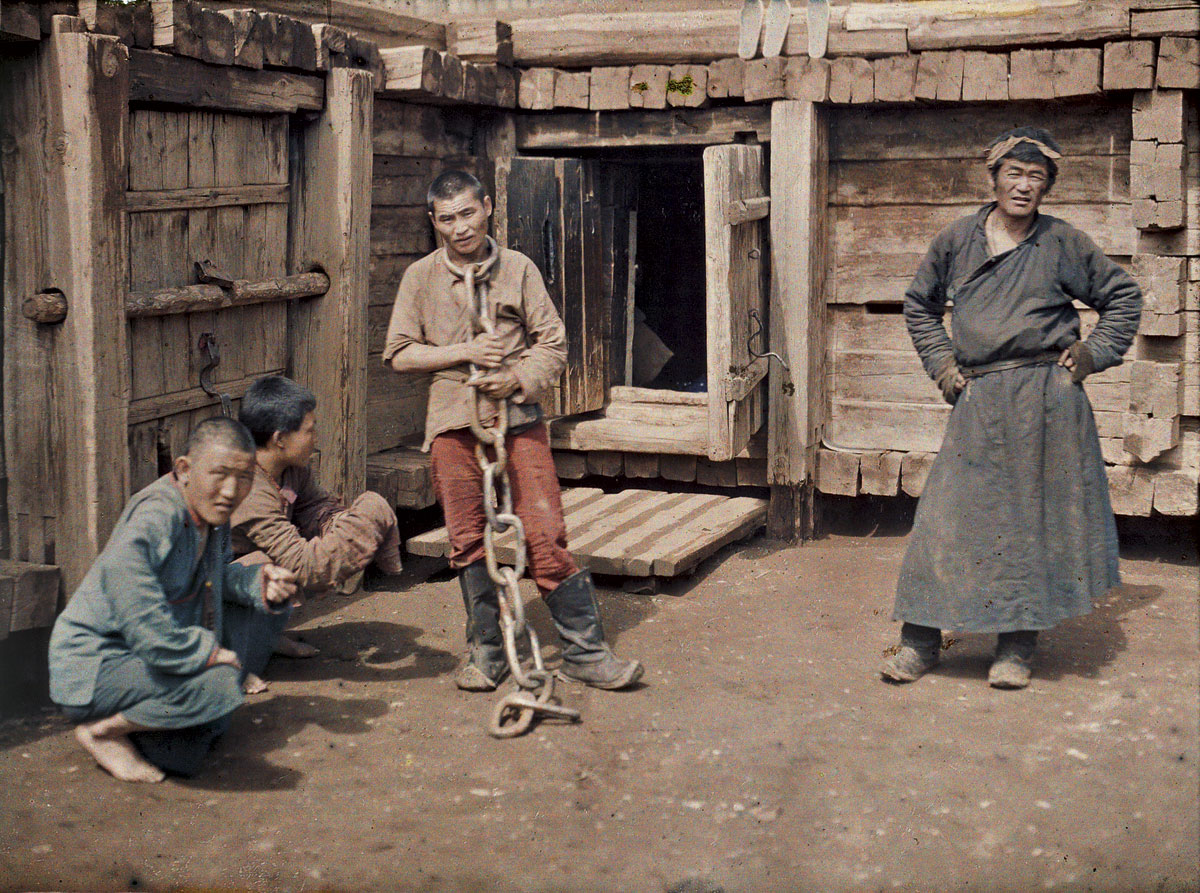
زندانی (اولان باتور، مغولستان، ۱۹۱۳)
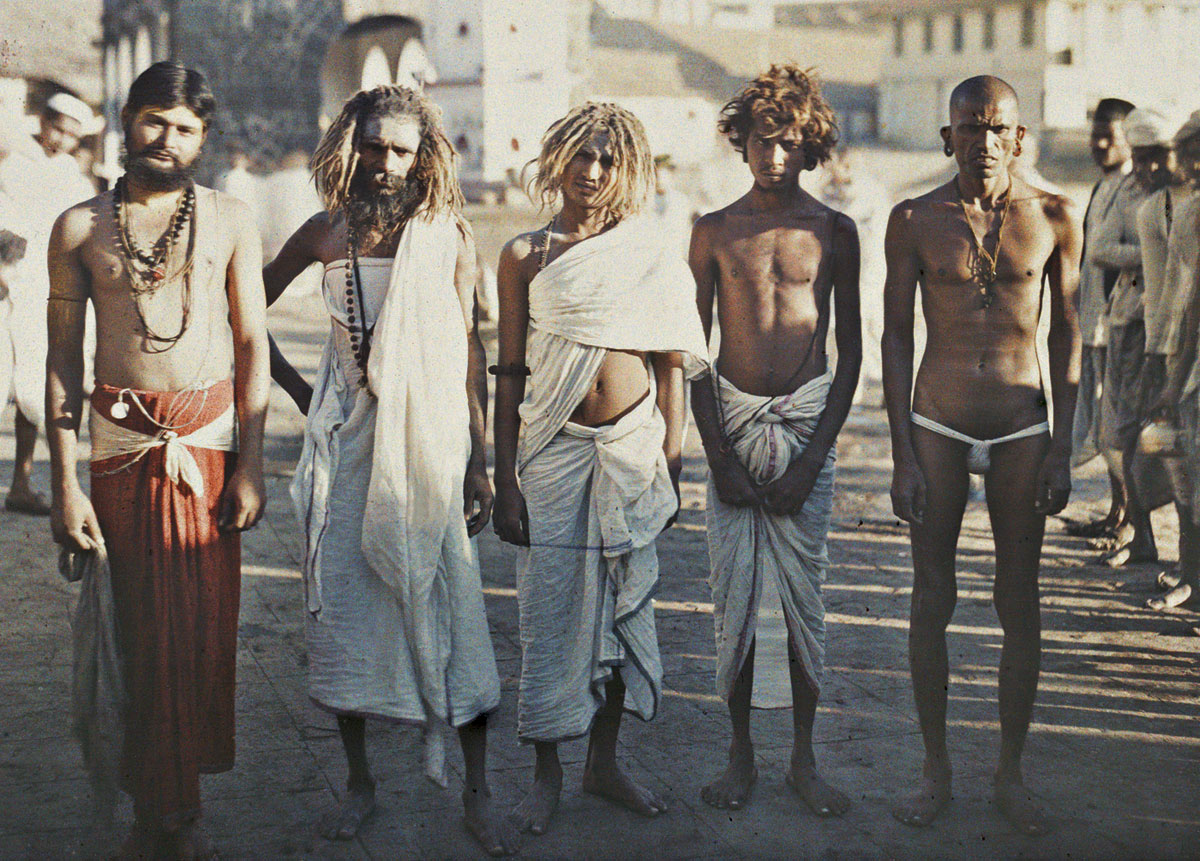
مرتاض (بمبئی، هند، ۱۹۱۳)
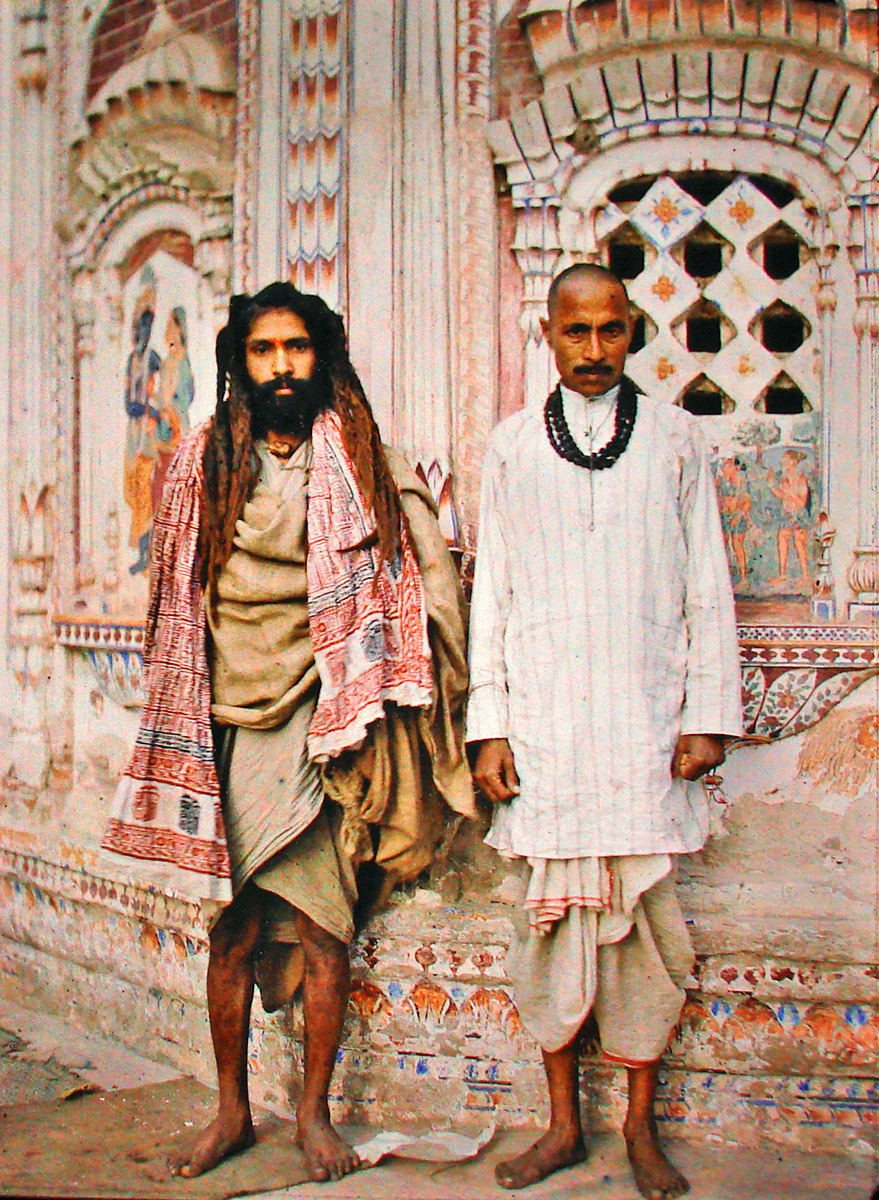
مرتاض و برهمن (لاهور، پاکستان، ۱۹۱۴)
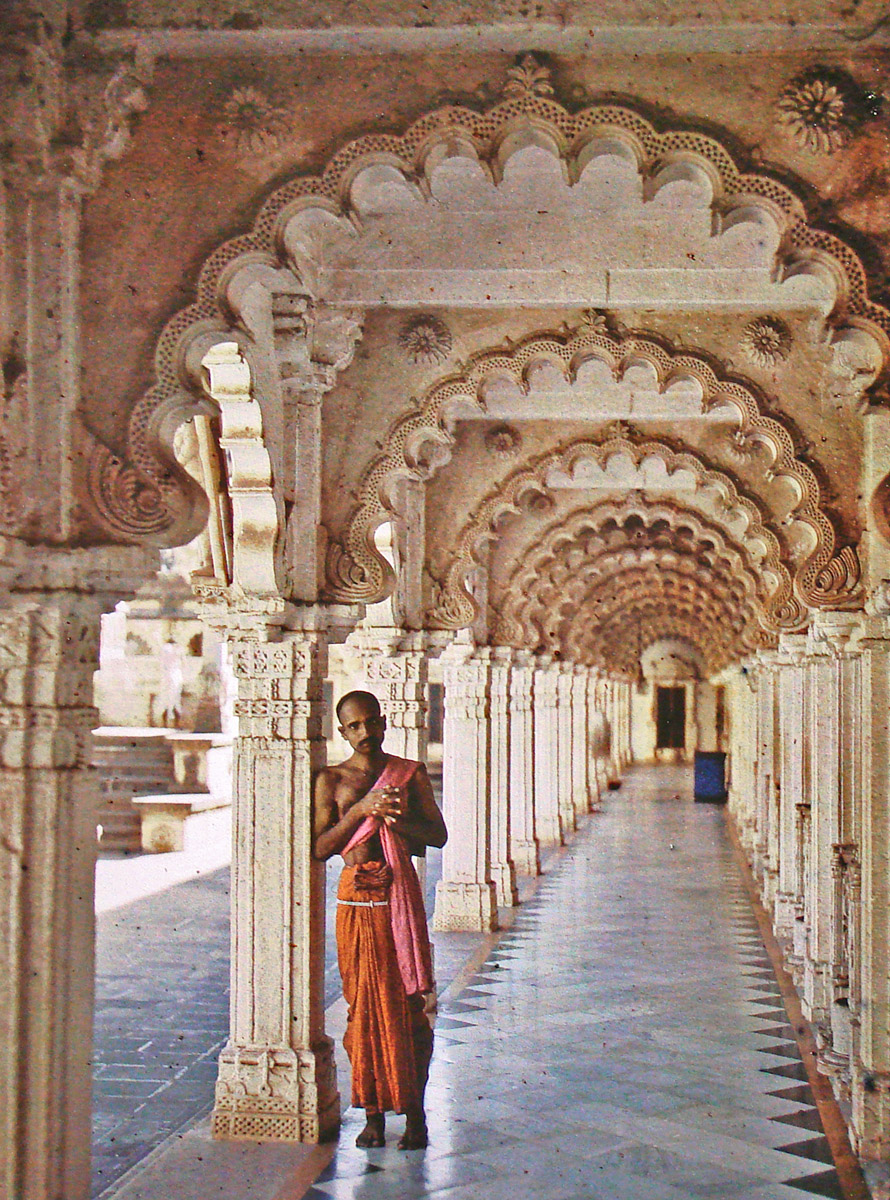
متصدی معبد (احمدآباد، هند، ۱۹۱۳)
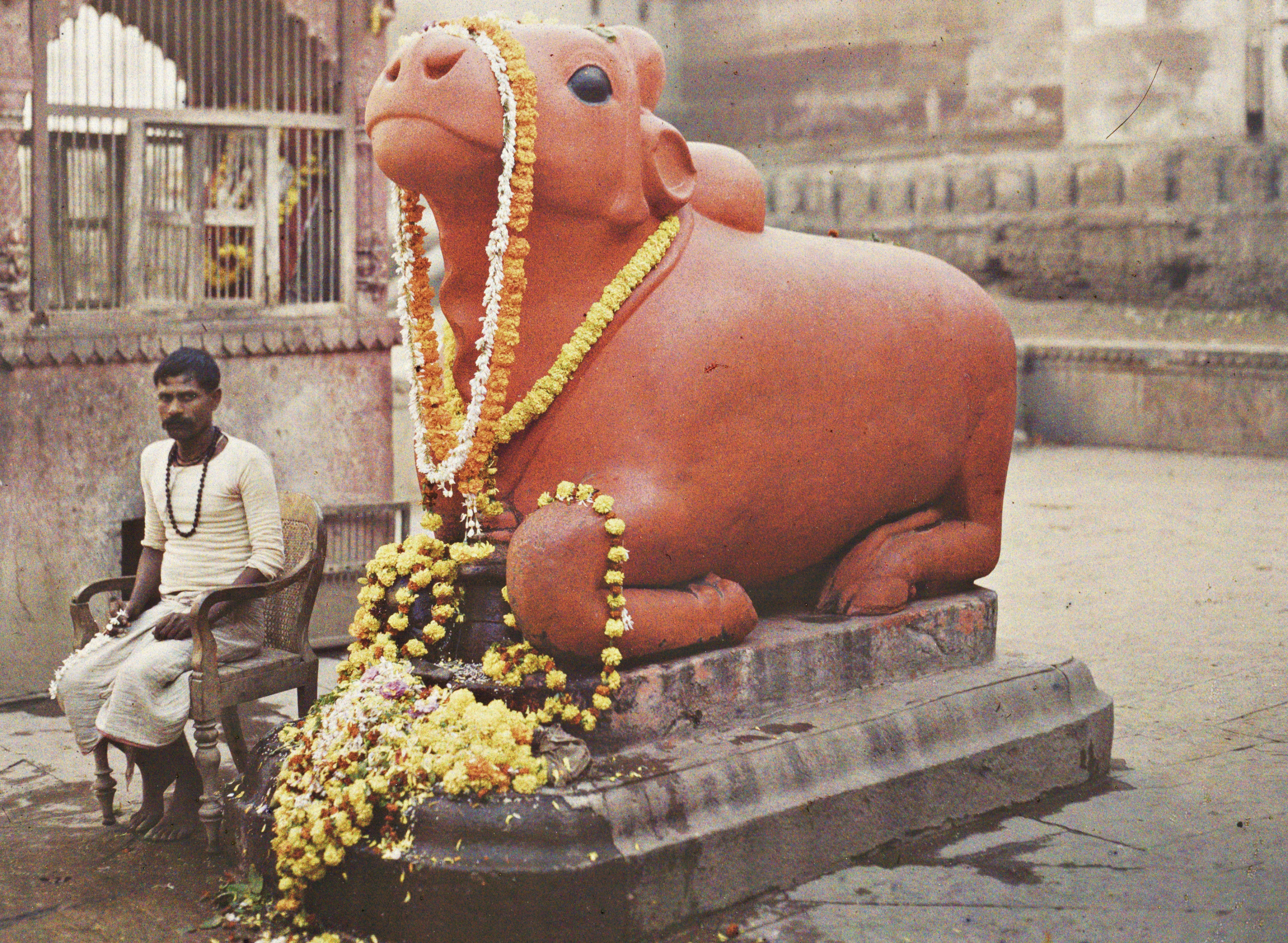
مجسمه گاو (واراناسی، هند، 1914)